# Znojmo-Nový Šaldorf
Znojmo-Nový Šaldorf – przystanek w Znojmie, w kraju południowomorawskim, w Czechach. Znajduje się na wysokości 250 m n.p.m.
Jest zarządzany przez Správę železnic. Na stacji nie ma możliwości zakupu biletów, a obsługa podróżnych odbywa się w pociągu.

## Linie kolejowe
- 248 Znojmo - Retz